# تونسل
تونسل (به آلمانی: Tunsel) یک منطقهٔ مسکونی در آلمان است که در باد کروزینگن واقع شده‌است. تونسل ۱٬۹۸۷ نفر جمعیت دارد.